# Regionalverkehr (Schweiz)
Regionalverkehr bezeichnet nach Schweizer Recht (Personenbeförderungsgesetz) jenen Teil des öffentlichen Verkehrs, der der Grunderschliessung der Regionen dient. Er wird abgegrenzt vom
- Fernverkehr, der Landesteile und Regionen verbindet;
- Ortsverkehr, der die Feinerschliessung im Nahbereich wahrnimmt;
- Ausflugsverkehr, der keine Erschliessungsfunktion für ganzjährig bewohnte Ortschaften hat.

Als Regionalverkehr gelten nur Linien, die eine Erschliessungsfunktion haben. Diese ist gegeben, wenn die Linie ganzjährig verkehrt und Ortschaften erschliesst, in denen das ganze Jahr über mindestens 100 Personen wohnen.
Der Regionalverkehr der Schweiz wird verkehrsträgerunabhängig nach einheitlichen Grundsätzen von Bund und Kantonen gemeinsam bestellt und finanziert. Als Verkehrsträger sind beteiligt:
- Eisenbahn
- Bus
- Seilbahnen
- Schiffe (Binnenschifffahrt)

Die Besteller können Regionalverkehrslinien auch im Wettbewerb ausschreiben, sei dies bei neuen Leistungen oder wenn Kosten und/oder Qualität der Transportunternehmungen ungenügend sind.
Bei der Eisenbahn fallen unter den Regionalverkehr die Zuggattungen
- Regio
- RegioExpress
- S-Bahn